# Patek Philippe Calibre 89
 (juillet 2021).
Le contenu est difficilement compréhensible vu les erreurs de traduction, qui sont peut-être dues à l'utilisation d'un logiciel de traduction automatique.
La Patek Philippe Calibre 89 est une montre gousset commémorative créée en 1989 pour célébrer le 150e anniversaire de l'entreprise.

## Description
Déclarée par Patek Philippe comme « la montre la plus compliquée du monde » à l'époque de sa création, elle compte 33 complications, pèse 1,1 kg, affiche 24 aiguilles et 1 728 composants au total, y compris un thermomètre et une carte stellaire. Avant Calibre 89, la Leroy première fabriquée de 1897 à 1904 était la montre la plus compliquée au monde jamais assemblée avec un total de 24 complications différentes. 
Le calibre 89 de Patek Philippe a été fabriqué à partir d’or ou de platine 18 carats (75%), d’une valeur estimée à 6 millions de dollars. Il a fallu 5 ans de recherche et développement et 4 ans de fabrication. Quatre montres ont été fabriquées: une en or blanc, une en or jaune, une en or rose et une en platine. Le calibre 89 en or jaune et en or gris a été vendu aux enchères par Antiquorum en 2009 et 2004, respectivement, et les deux montres se classent actuellement parmi les 10 montres les plus chères jamais vendues aux enchères, avec des prix finaux supérieurs à 5 millions de dollars,. Celui en or jaune a été proposé plus tard chez Sotheby’s en 2017, mais est resté invendu en raison d'enchères décevantes, inférieures à 6,4 millions de dollars, sans la prime de l'acheteur. 
Environ 27 ans plus tard, le 17 septembre 2015, Vacheron Constantin présentait la référence 57260, qui portait le titre de « montre la plus compliquée du monde » avec un total de 57 complications.

## Complications (caractéristiques)
- Jour du mois
- Enregistreur de 12 heures
- Jour de la semaine
- Heure du second fuseau horaire
- Affichage de la phase de lune
- Indicateur de position de couronne
- Siècle affiche et année
- Année bissextile
- Réserve de marche
- Mois
- Thermomètre
- Date de Pâques
- Heure du lever du soleil
- Équation du temps
- Carte des étoiles
- Main du soleil[pas clair]
- Heure du coucher du soleil
- Double chronographe

## Caractéristiques
- Diamètre total 89 mm
- Épaisseur totale 41 mm
- Poids total 1100 grammes